# Hong Kong Film Award de la meilleure chorégraphie d'action
Le Hong Kong Film Award de la meilleure chorégraphie d'action est une récompense cinématographique remise chaque année depuis 1983.

## Liste des Hong Kong Film Award de la meilleure chorégraphie d'action

### Années 1980
- 1983 : Sammo Hung, Lam Ching-ying, Yuen Biao et Billy Chan Wui-ngai pour Prodigal Son
- 1984 : Yuen Biao, Lam Ching-ying et Billy Chan Wui-ngai pour Le Gagnant (Winners and Sinners)
- 1985 : Jackie Chan Stunt Team (en) pour Le Marin des mers de Chine
- 1986 : Jackie Chan Stunt Team pour Police Story
- 1987 : Ching Siu-tung pour Le Sorcier du Népal
- 1988 : Jackie Chan Stunt Team pour Le Marin des mers de Chine 2
- 1989 : Jackie Chan Stunt Team pour Police Story 2

### Années 1990
- 1990 : Jackie Chan Stunt Team pour Big Brother
- 1991 : Ching Siu-tung pour Swordsman
- 1992 : Yuen Cheung-yan, Yuen Sun-yi et Lau Kar-wing pour Il était une fois en Chine
- 1993 : Yuen Woo-ping pour Il était une fois en Chine 2 : La Secte du lotus blanc
- 1994 : Corey Yuen et Yuen Tak pour La Légende de Fong Sai-Yuk
- 1995 : Liu Chia-liang et Jackie Chan Stunt Team pour Combats de maître
- 1996 : Stanley Tong et Jackie Chan pour Jackie Chan dans le Bronx
- 1997 : Stanley Tong pour Police Story 4: Contre-attaque
- 1998 : Stephen Tung Wai pour Downtown Torpedoes
- 1999 : Jackie Chan pour Qui suis-je ?

### Années 2000
- 2000 : Stephen Tung Wai pour Purple Storm
- 2001 : Yuen Woo-ping pour Tigre et Dragon
- 2002 : Stephen Tung Wai et Jackie Chan Stunt Team pour Espion amateur
- 2003 : Ching Siu-tung pour Hero
- 2004 : Donnie Yen pour The Twins Effect
- 2005 : Yuen Woo-ping pour Crazy Kung-Fu
- 2006 : Donnie Yen pour SPL : Sha po lang
- 2007 : Yuen Woo-ping pour Le Maître d'armes
- 2008 : Donnie Yen pour Flashpoint
- 2009 : Sammo Hung et Tony Leung Siu-hung pour Ip Man

### Années 2010
- 2010 : Stephen Tung Wai et Lee Tat Chiu pour Bodyguards and Assassins
- 2011 : Sammo Hung pour Ip Man 2
- 2012 : Yuen Bun, Lan Hai Han et Sun Jiankui pour Dragon Gate, la légende des Sabres volants
- 2013 : Jackie Chan et He Jun pour Chinese Zodiac (CZ12)
- 2014 : Yuen Woo-ping pour The Grandmaster
- 2015 : Donnie Yen, Stephen Tung Wai, Yuen Bun et Yan Hua pour Kung Fu Jungle
- 2016 : Nicky Li pour SPL II: A Time for Consequences
- 2017 : Stephen Tung Wai pour Operation Mekong
- 2018 : Sammo Hung pour Paradox
- 2019 : Dante Lam pour Operation Red Sea

### Années 2020
- 2020 : Yuen Woo-ping pour Ip Man 4
- 2022 : Donnie Yen, Ku Huen Chiu, Kenji Tanigaki, Li Chung-chi pour Raging Fire

## Record
- Groupe le plus récompensé : Jackie Chan Stunt Team avec 7 récompenses.